# Shāh Bodāgh
Shāh Bodāgh (persiska: شاه بداغ) är en ort i Iran.   Den ligger i provinsen Kermanshah, i den västra delen av landet, 400 km väster om huvudstaden Teheran. Shāh Bodāgh ligger 1 493 meter över havet och antalet invånare är 106.
Terrängen runt Shāh Bodāgh är kuperad åt sydväst, men åt nordost är den platt.Runt Shāh Bodāgh är det ganska tätbefolkat, med 185 invånare per kvadratkilometer. Närmaste större samhälle är Sarv-e Nāv-e Soflá, 7,0 km norr om Shāh Bodāgh. Trakten runt Shāh Bodāgh består till största delen av jordbruksmark.